# Mariakerk (Marienhafe)
De Mariakerk (Duits: Marienkirche) is een luthers kerkgebouw in Marienhafe, Nedersaksen. Tot de gedeeltelijke afbraak in 1829 was de drieschepige kruisbasiliek de grootste en belangrijkste kerk van heel Oost-Friesland.

## Geschiedenis
.

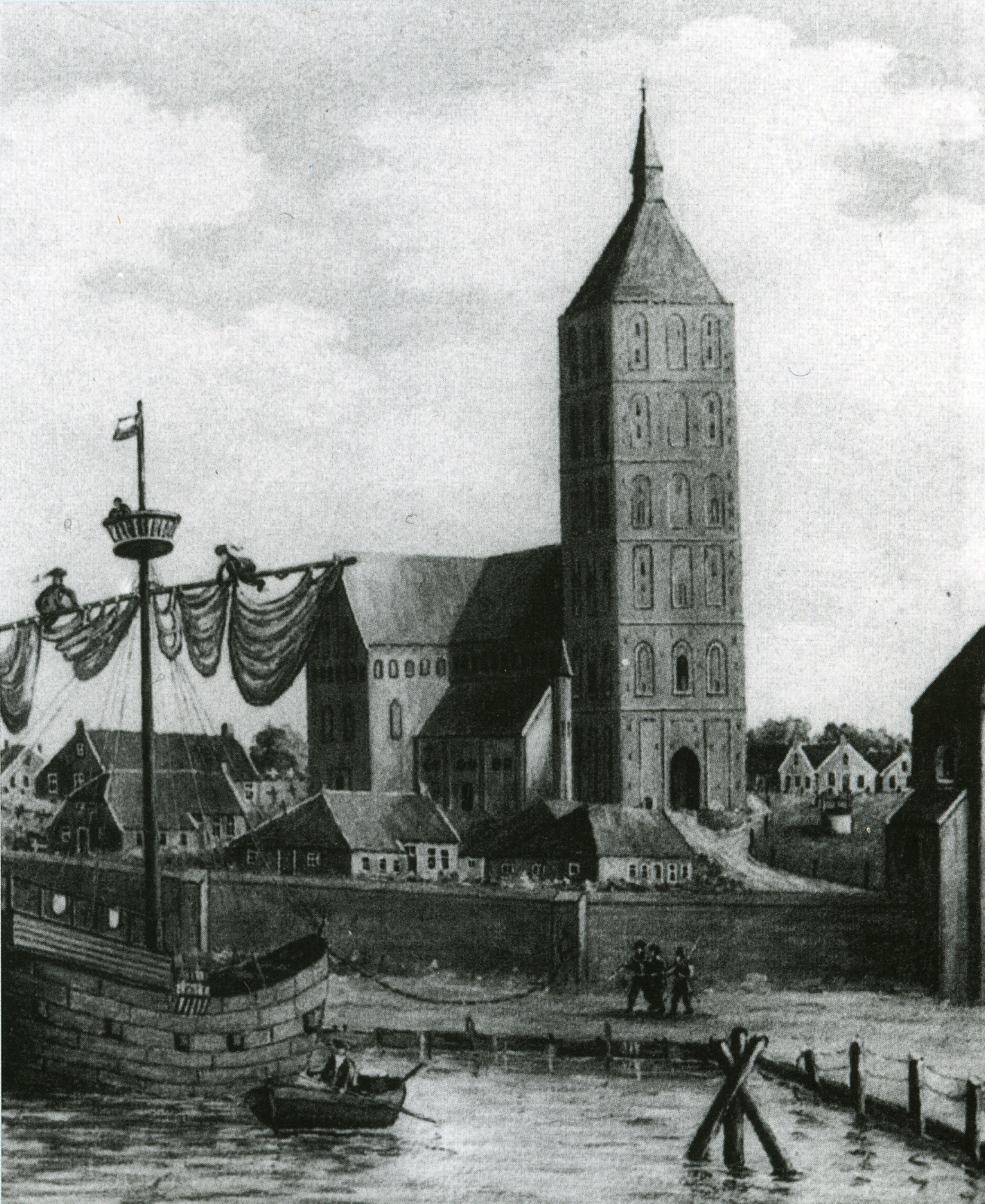
De Mariakerk in de middeleeuwen

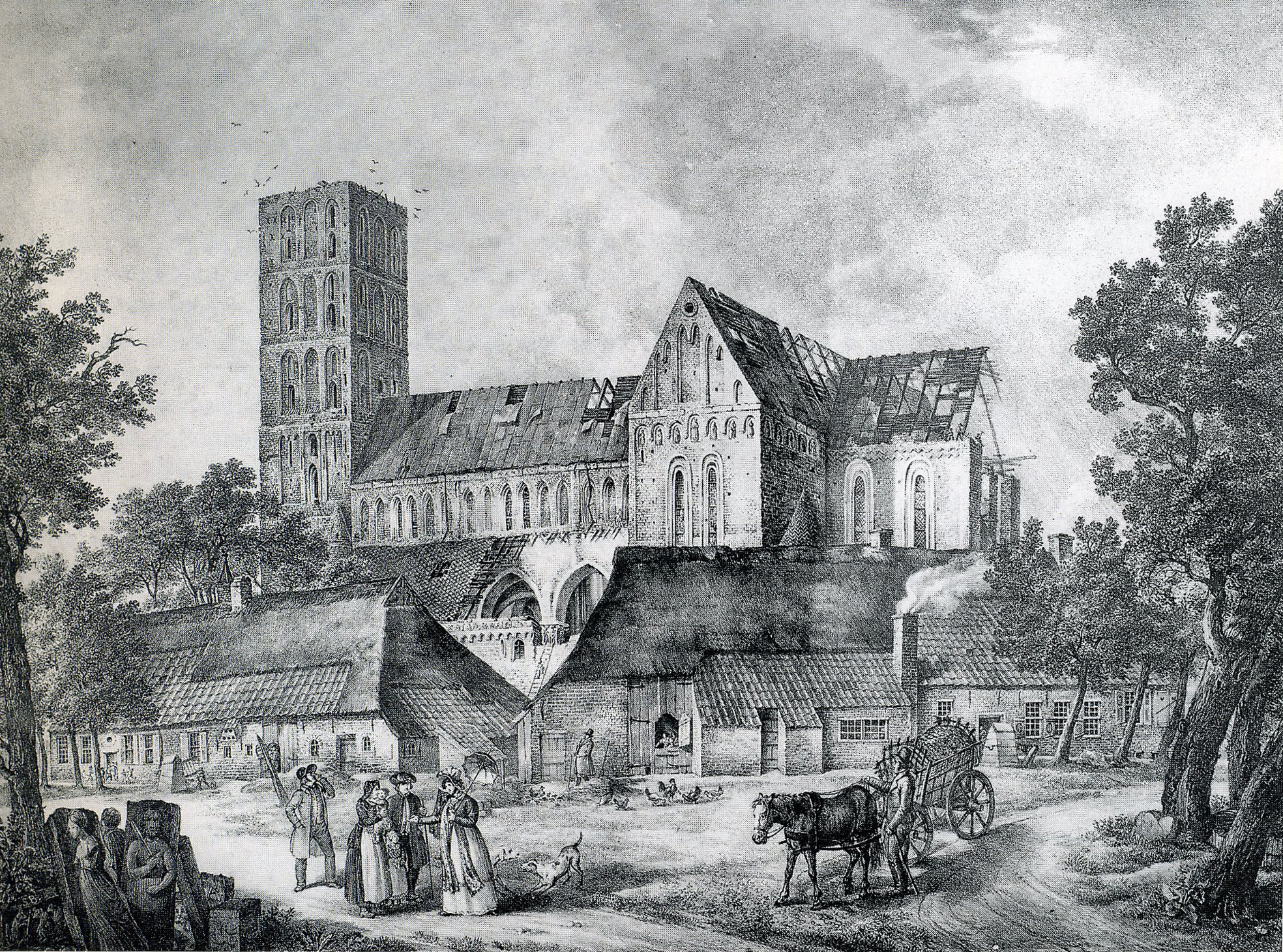
De vervallen kerk voor de gedeeltelijke afbraak

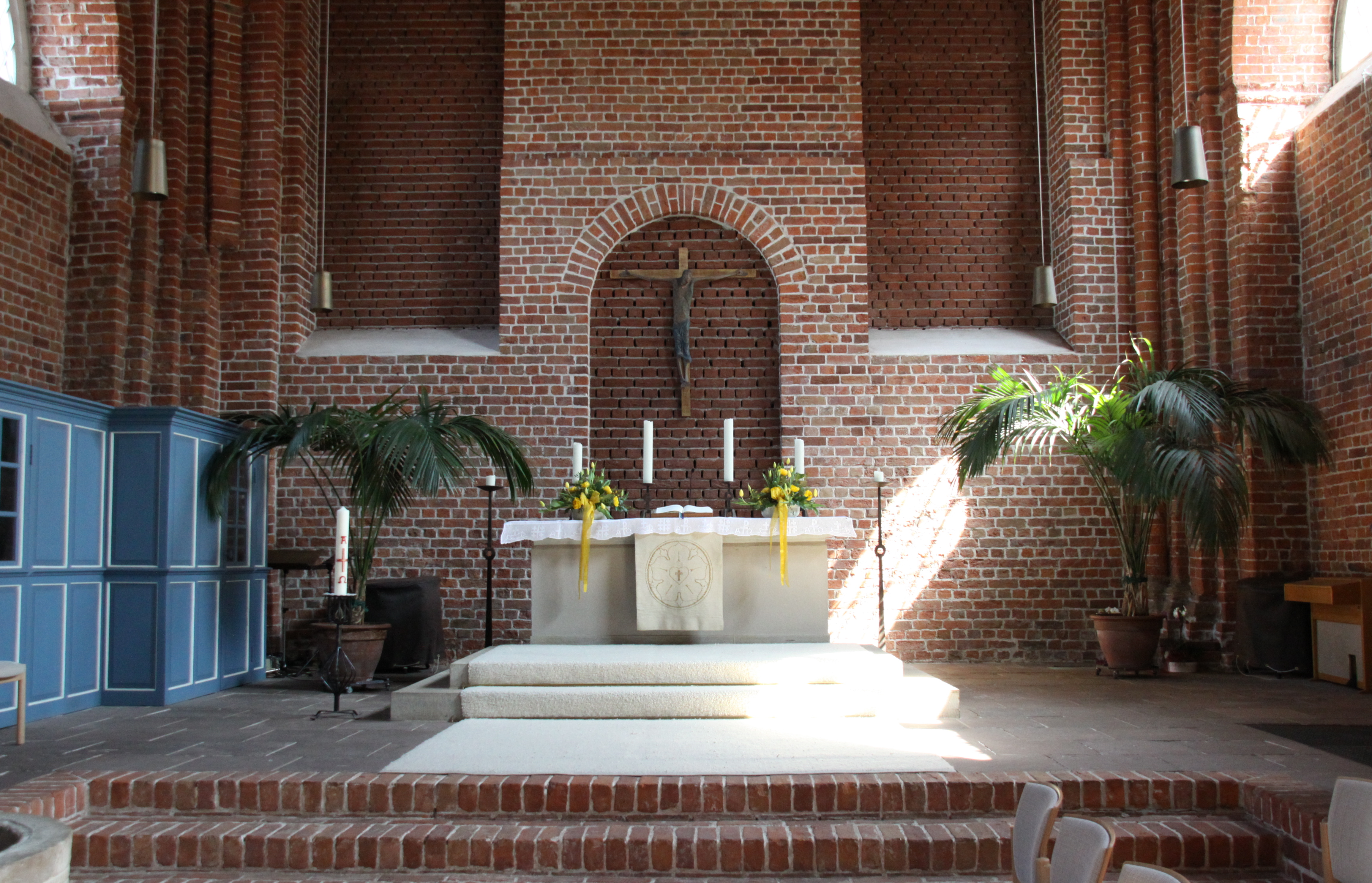
Altaar

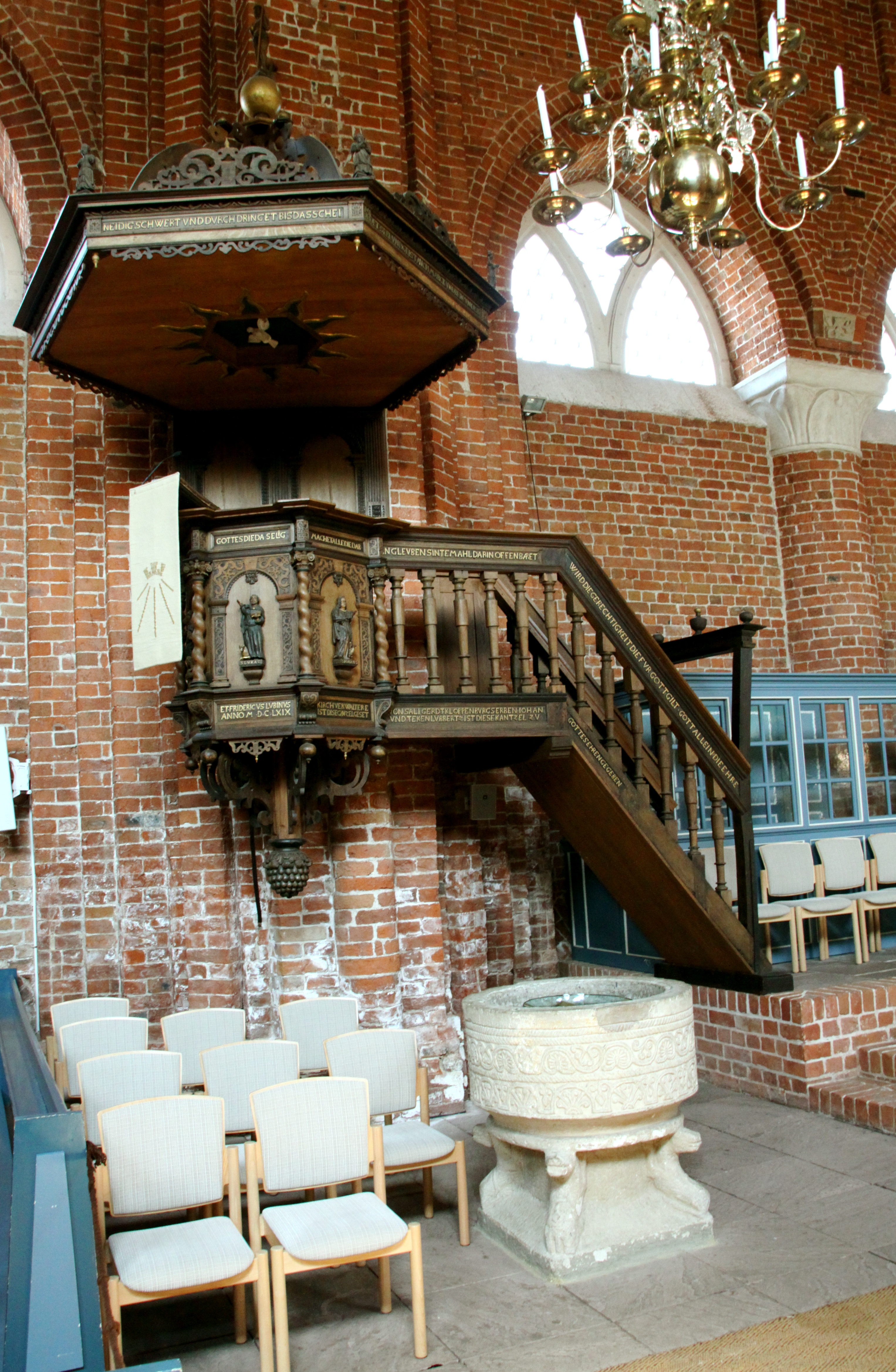
Kansel

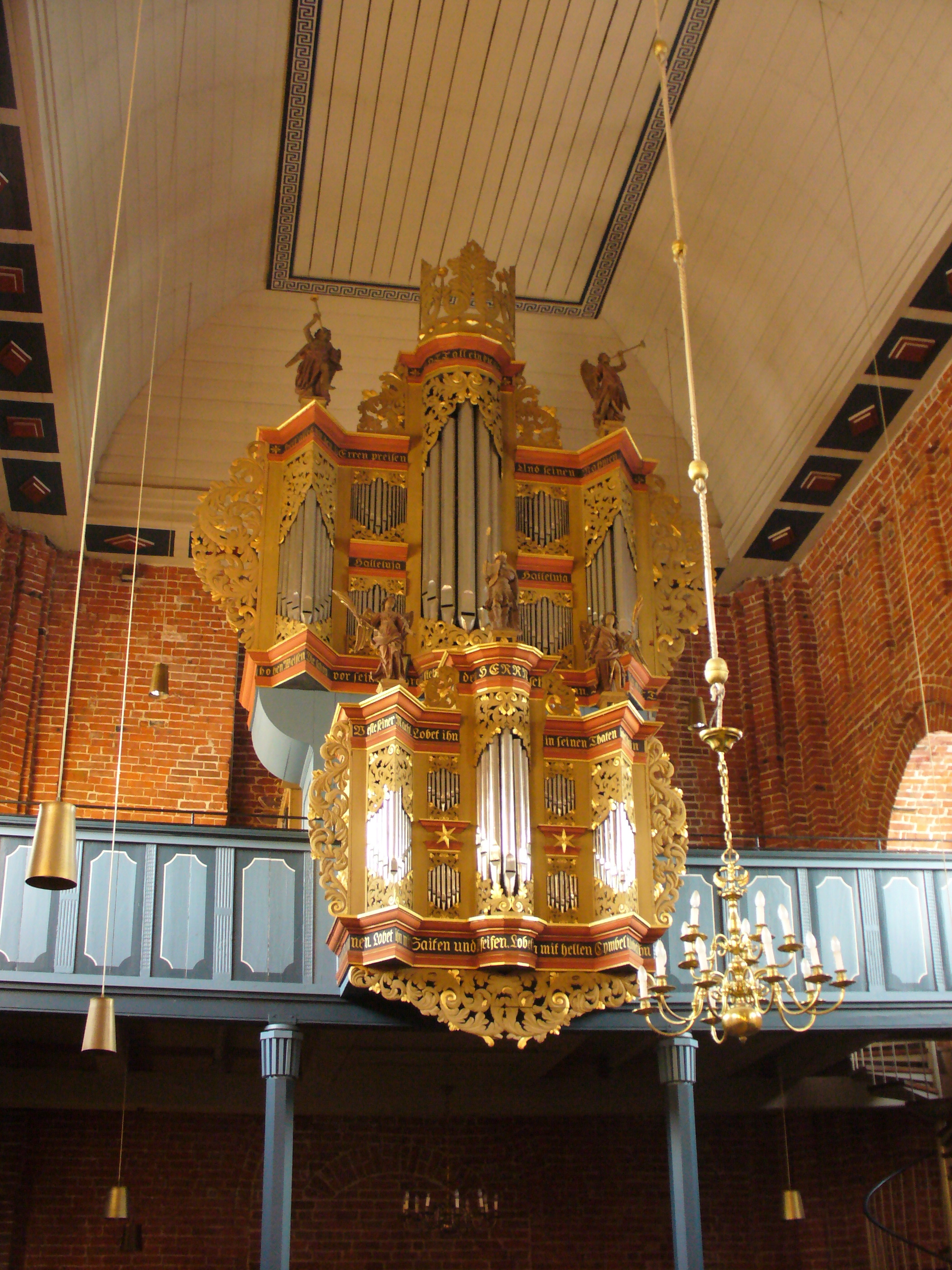
Orgel

De kerk werd in de 13e eeuw in de vlecke Marienhafe gebouwd, dat toentertijd ongeveer 500 inwoners had. Verondersteld wordt dat met de bouw van de oostelijke delen in de periode 1210-1240 werd begonnen, terwijl de voltooiing van het kerkgebouw plaatsvond tussen 1260 tot 1280.
De vroeggotische kerk kreeg dezelfde afmetingen als de dom van Osnabrück en was daarmee het grootste kerkgebouw tussen Groningen en Bremen. Het bouwwerk kende een totale lengte van 72,5 meter (tegenwoordig iets meer dan 47 meter), waarvan de toren 12 meter, het hoofdschip 34 meter, het transept 12,5 meter en het koor 14 meter. De toren was 14 meter breed, het hoofdschip 23 meter (inclusief de zijschepen van elk 4,7 meter), het transept 32,5 meter en het koor 12 meter.
Lange tijd gold de kerk als een belangrijk baken voor zeevarenden. De Leybocht, die zijn naam dankt aan het met leien (Ley is een oudduits woord voor lei) bedekte zuidelijke dak van de kerk, reikte tot haast aan het gebouw. Andere delen van de kerk waren met koper bedekt. Later was de kerk over het Störtebeker Diep (Störtebeker Tief) met de Noordzee verbonden. Er wordt gezegd dat tegen het einde van de 14e eeuw de zeerover Klaus Störtebeker zich in de toren van de kerk zou hebben schuilgehouden, maar sluitend bewijs is hiervoor nooit geleverd.
Na de reformatie volgde in Marienhafe in 1593 een laatste poging om het in het lutherse oosten en het calvinistische westen verdeelde graafschap Oost-Friesland weer tot een kerkelijke eenheid te smeden. Nog in hetzelfde jaar werd een nieuwe kerkorde in de kerk van Marienhafe getekend, maar wegens politieke tegenstellingen in Oost-Friesland bleef de verdeeldheid bestaan.

#### Verval
Het belang van de kerk als zeebaken verdween na het einde van de middeleeuwen als uitvloeisel van de verplaatsing van de kustlijn. Daardoor verminderde ook de economische betekenis van Marienhafe. Voor de kerk betekende dit dat de bewoners het geld voor het onderhoud niet meer konden opbrengen. De kerk werd slechts waar nodig en onregelmatig gerenoveerd, waardoor langzaam het verval intrad. Andere kwalijke invloeden die de neergang van de kerk versnelden waren de stichting van de kerk op een warft en weersinvloeden. In 1819 stortte een deel van het koor in, waarbij ook het rond 1593 gebouwde altaar werd verwoest. Voor de begrote herstelkosten van 90000 Hannoverse daalders ontbrak het aan financiële middelen. Terwijl de gemeente in het daarop volgende decennium overlegde hoe het verder moest, schreed het verval voort. In 1820 werd het bovenste deel van de toren na een blikseminslag door brand verwoest.

#### Gedeeltelijke afbraak
Ten slotte besloot een meerderheid van de gemeente in 1829 om de kerk gedeeltelijk te slopen. Een aannemer bood aan om het werk uit te voeren in ruil voor het vrijgekomen sloopmateriaal, hetgeen zo gebeurde. De afbraak stond onder toezicht van de stadsarchitect Martin Heinrich Martens, die eerder gedetailleerde ontwerpen en tekeningen van het gebouw had gemaakt.
Van het bouwwerk werden het koor, het transept en de viering, de smalle zijschepen en de traptorentjes afgebroken. Het stenen gewelf van het hoofdschip werd verwijderd en de zijmuren ter hoogte van de daken van de zijschepen teruggebracht. De nu open staande zijmuren werden dichtgemetseld, waarbij de velden onder de arcaden voor het inbrengen van vensters werden aangewend. De toren werd in 1834 met twee verdiepingen ingekort om zo een harmonieuzer verhouding tot het kerkschip te bewerkstelligen.

## Interieur

#### Kansel
De kansel uit 1669 werd waarschijnlijk in het atelier van Johann Cröpelin gebouwd. Op het klankbord troont op een wereldbol Christus met de overwinningsbanier. Op de hoeken houden engelen de wacht. De eveneens zeszijdige kuip wordt tussen de gedraaide zuilen versierd met de beelden van de vier evangelisten en hun symbolen.
Op de rand van het klankbord en het hekwerk van de opgang staan teksten uit het Nieuwe Testament, de kanselvoet informeert over de predikanten, de kerkbestuurders en de schenkers ten tijde van de bouw van de kansel.

#### Altaar
Tot de verwoesting ervan in 1819 bezat de kerk een prachtig altaar. Sindsdien moet de gemeente het met een eenvoudig altaar doen. Bij een restauratie in 1964 verwierf men een kunstwerk van de beeldhouwer Erich Brüggemann. Boven het altaar, een grote stenen tafel, hing een crucifix met daarboven een troon met de vier dieren in Openbaringen 4:1-8. Bij een renovatie in de jaren 1980 werd dit kunstwerk verwijderd. Het crucifix hangt tegenwoordig in de centrale boog.

#### Beelden
Op de zuidelijke kant van de altaarruimte staan twee beelden die afkomstig zijn uit de oude kerk.

#### Doopvont
Het doopvont van Bentheimer zandsteen werd tussen 1180 en 1270 verscheept naar Oost-Friesland. Het is rijk versierd met decoratieve ornamentfriezen van ranken en druiven en rust op vier leeuwen.

#### Orgel
Het barokke orgel werd tussen 1710 en 1713 door Gerhard von Holy (1677-1736) uit Esens gebouwd. Het hoofdwerk heeft twaalf en het rugpositief acht registers. De orgelkas wordt versierd met engelen en in het midden koning David. Het weelderige houtsnijwerk werd vervaardigd door Johann Wilhelm uit Emden. Het orgel werd in 1952 als monument erkend en werd diverse malen gerenoveerd. Bij de restauraties bleven de oorspronkelijke registers grotendeels behouden.

#### Kroonluchters
De oudste kroonluchter dateert uit 1637. De rijk versierde zestienarmige kroonluchter werd door de familie Agena ter nagedachtenis aan hun in dat jaar overleden dochter Tjadlef geschonken. Sinds 1725 hangt er eveneens een twaalfarmige kroonluchter in de kerk. De andere twee kroonluchters dateren uit 1953.

#### Klokken
Het gelui bestaat uit drie klokken, die op de derde verdieping van de toren hangen. De zuidelijke klok (c’) stamt uit het jaar 1633 en heeft een gewicht van 2500 kg. Op de klok bevindt zich een inschrift over de schenking en een reliëf van een in een kruis bevindende Maria op een maansikkel. Voor het gieten van de klok werd een oudere, 8000 kg. zware klok gebruikt. Deze klok was al rond 1600 niet meer te gebruiken en werd in vier klokken omgegoten. Sindsdien hing de klok in een afzonderlijke klokkentoren op de oostelijke zijde van het kerkhof, die in 1834 werd afgebroken. De andere twee klokken zijn beduidend jonger: de noordelijke klok (es’) dateert uit 1960 en is 1315 kg. zwaar, de oostelijke klok (c’’) hangt sinds 1955 in de toren.

## Museum
Sinds 1878 begon de Gesellschaft für bildende Kunst und vaterländische Altertümer zu Emden en vanaf 1880 ook de kerkelijke gemeente van Marienhafe het bij de afbraak van de kerk verloren gegane beeldhouwwerk te verzamelen. Op de eerste verdieping van de kerktoren werd een ruimte ingericht om de aanwinsten te bewaren. In 1932 werd de ruimte voor het publiek toegankelijk gemaakt en als museum geopend. Te zien zijn o.a. een model van de oude kerk en resten van de oude beelddecoratie van de oude kerk. Het 200-delige fries met fabeldieren, monsterwezens, demonen en jacht- en ridderscènes dat onder de dakrand rond de hele kerk de buitenmuur van de kerk sierde wordt op tekeningen gepresenteerd. Vanuit het museum is de toegang naar het uitzichtplatform mogelijk.